# Laura Maria Kutzer
Laura Maria Kutzer (Ehename: Gutkind; * 5. August 1896 in München; † 16. Dezember 1997 in Bad Aibling) war eine deutsche Literaturübersetzerin aus dem Italienischen.

## Leben
Laura Maria Kutzer wurde 1896 in München in einer katholischen Familie geboren. Ihr Vater war der Politiker Theodor Kutzer, der seit 1892 als rechtskundiger Magistratsrat in München amtete. Von 1901 bis 1913 war er Bürgermeister von Fürth und von 1914 bis 1928 Oberbürgermeister von Mannheim, wohin die Familie ihm jeweils nachfolgte. Vermutlich in Mannheim lernte Kutzer den jüdischen Romanisten Curt Sigmar Gutkind kennen, mit dem sie gemeinsam Ugo Ojettis satirischen Roman Mein Sohn, der Parteisekretär übersetzte und 1925 herausgab. Die beiden heirateten im März 1926. Die Ehe blieb kinderlos.
Kutzer behielt als Autorin ihren Geburtsnamen bei. In der zehnten Ausgabe von Wer ist’s? (1935) wird „KUTZER, Laura Maria“ als Pseudonym von „Laura Maria Gutkind geb. Kutzer“ angegeben. Sie hatte offiziell also nie einen Doppelnamen, wie er später bisweilen angegeben wird („Kutzer-Gutkind“ oder „Gutkind-Kutzer“). Kutzer brachte 1927 zwei weitere Übersetzungen aus dem Italienischen, diesmal alleine, heraus: Luigi Russos Italienische Erzähler und Giuseppe Antonio Borgeses Die Tragödie von Mayerling.
Kutzer lebte mit ihrem Mann zunächst in Florenz, wo dieser als Deutsch-Lektor arbeitete und Mussolini und den italienischen Faschismus bewunderte, und kehrte 1928 mit ihm nach Mannheim zurück. Als Jude wurde er 1933 als Dozent entlassen und sie flohen nach England. 1940 wurde Curt Gutkind interniert und kurz darauf ausgewiesen. Er starb auf der Überfahrt nach Amerika. Kutzer blieb verwitwet in England zurück und überlebte den Krieg hier unter prekären Bedingungen. In den 1950er Jahren kehrte sie nach Deutschland zurück und wohnte bis zu ihrem Tod in Bayern. In den 1960er Jahren übergab sie den Nachlass ihres Mannes dem Mannheimer Stadtarchiv Marchivum.
1959 veröffentlichte Kutzer die erste und nach wie vor einzige Übersetzung von Federico De Robertos veristischem Schlüsselroman Die Vizekönige, 1963 folgte ihre Neuübersetzung von Antonio Fogazzaros Roman Piccolo mondo antico (als Entschwundene kleine Welt). Daneben gab sie an der Volkshochschule Italienischkurse und organisierte regelmäßig Exkursionen nach Florenz. Sie starb 1997 hochbetagt mit 101 Jahren.

## Übersetzungen
- Ugo Ojetti: Mein Sohn, der Parteisekretär. Kurt Wolff, München 1925. (zusammen mit ihrem Mann Curt Gutkind)
- Luigi Russo: Italienische Erzähler (1860–1926). Julius Groos, Heidelberg 1927.
- Giuseppe Antonio Borgese: Die Tragödie von Mayerling. Geschichte des Erzherzogs Rudolf von Österreich und seiner Geliebten Mary Vétzera. Merlin, Heidelberg 1927.
- Federico de Roberto: Die Vizekönige. Nymphenburger Verlags-Handlung, München 1959.
- Antonio Fogazzaro: Entschwundene kleine Welt. Nachwort von Adriano Soldini. Manesse, Zürich 1963.